# DDR-Museum Dargen / Usedom

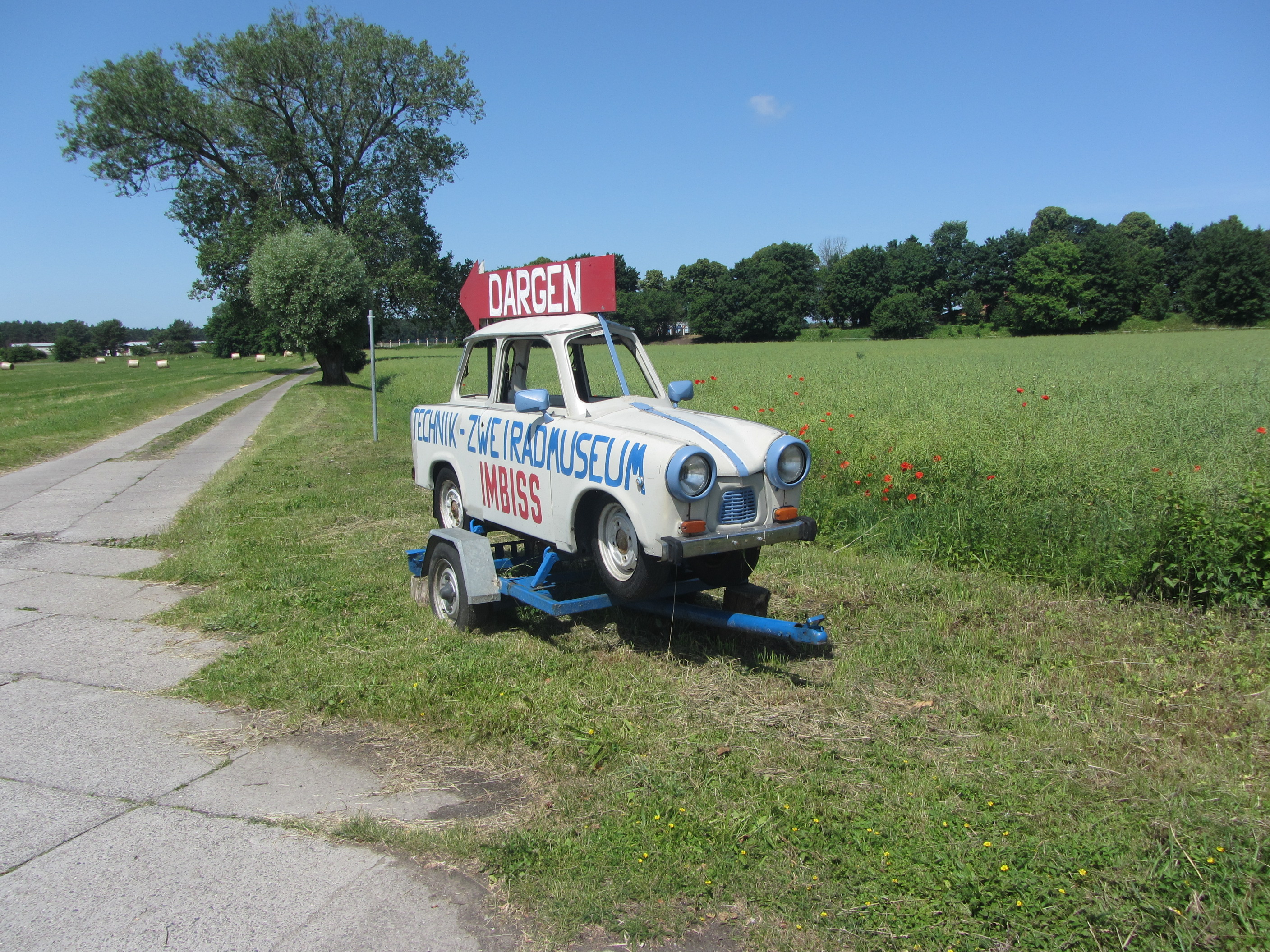
Wegweiser zum Museum mit alter Aufschrift

Das DDR-Museum Dargen / Usedom, früher Technik- und Zweiradmuseum, ist ein Automuseum in Mecklenburg-Vorpommern.

## Geschichte
Am 13. November 1995 wurde der Museumsverein Zweirad- und Motorentechnik der ehemaligen DDR e. V. (Dargen) gegründet, der später zu Technik- und Zweiradmuseum Dargen-Usedom eingetragener Verein (Dargen) und DDR-Museum Dargen/Usedom e. V. (Dargen) umbenannt wurde. 1997 wurde das Museum in Dargen auf Usedom eröffnet. Früher war es täglich geöffnet, inzwischen noch an sechs Tagen pro Woche.

## Ausstellungsgegenstände
Ein Bereich befasst sich mit Fahrzeugen. Der Schwerpunkt liegt auf Produkten, die in der DDR erhältlich waren. 
Für 2004 sind die folgenden Personenkraftwagen bekannt: AWZ P 70 Kombi, Dacia, Framo, GAZ-M20 Pobeda, IFA F 8 Kombi, Lada 2101 und 2105, Moskwitsch-408 und 412, SAS-965 und 966, Škoda 105, 120 und Octavia, Tatra 603 und 613, Trabant 600, 601 und 1.1, Velorex, Wartburg 312, 353 und 1.3, Wolga M-21 und 24.
2014 waren 40 Autos, 5 Lastkraftwagen und Omnibusse, 80 Motorräder, 20 Mopeds, 5 Fahrräder, 40 Motoren sowie Sonderfahrzeuge wie Krankenfahrstühle ausgestellt. Seitdem ist die Zahl gestiegen.
Außerdem werden Gegenstände aus dem Alltagsleben in der DDR gezeigt

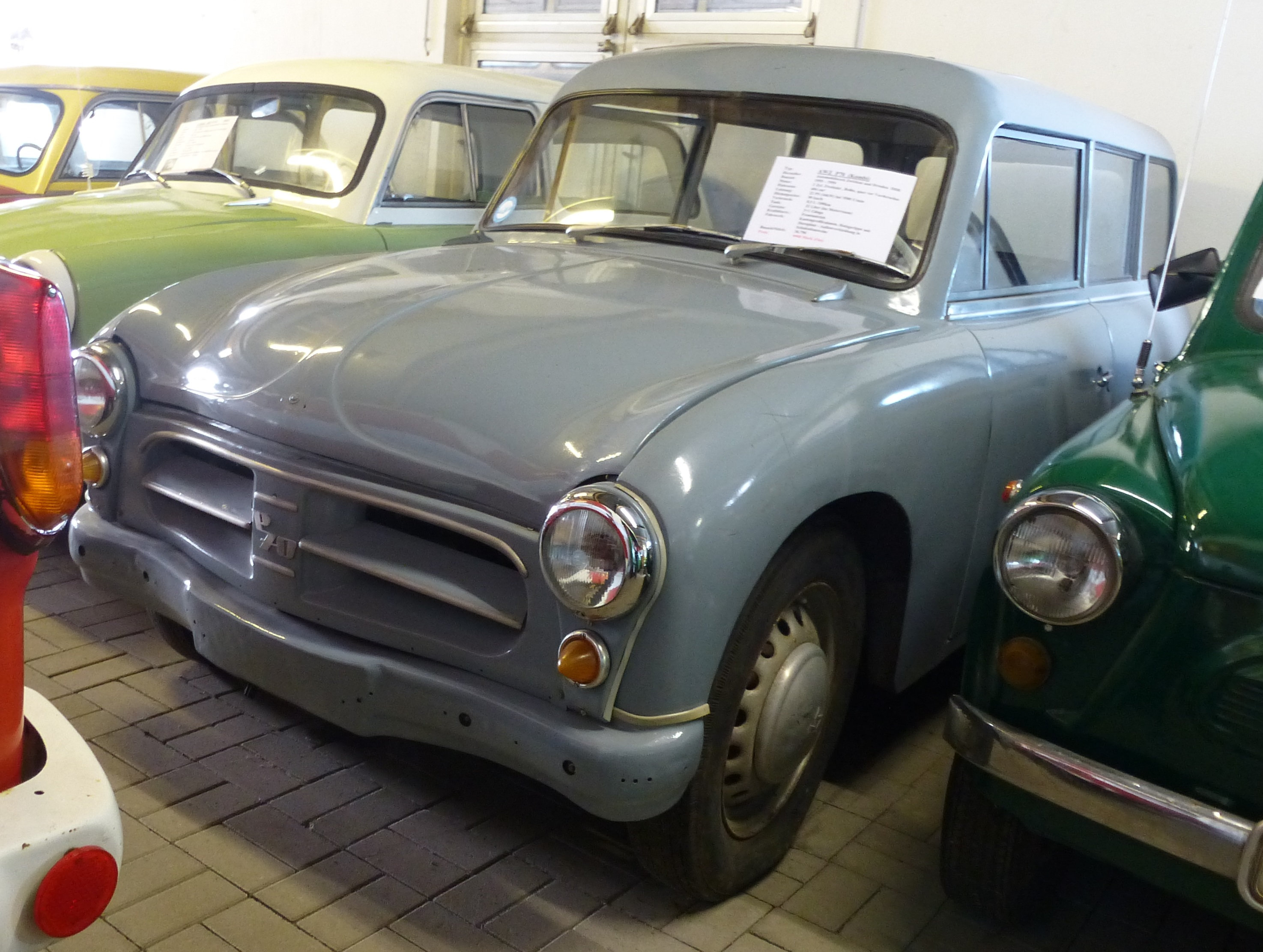
AWZ P 70
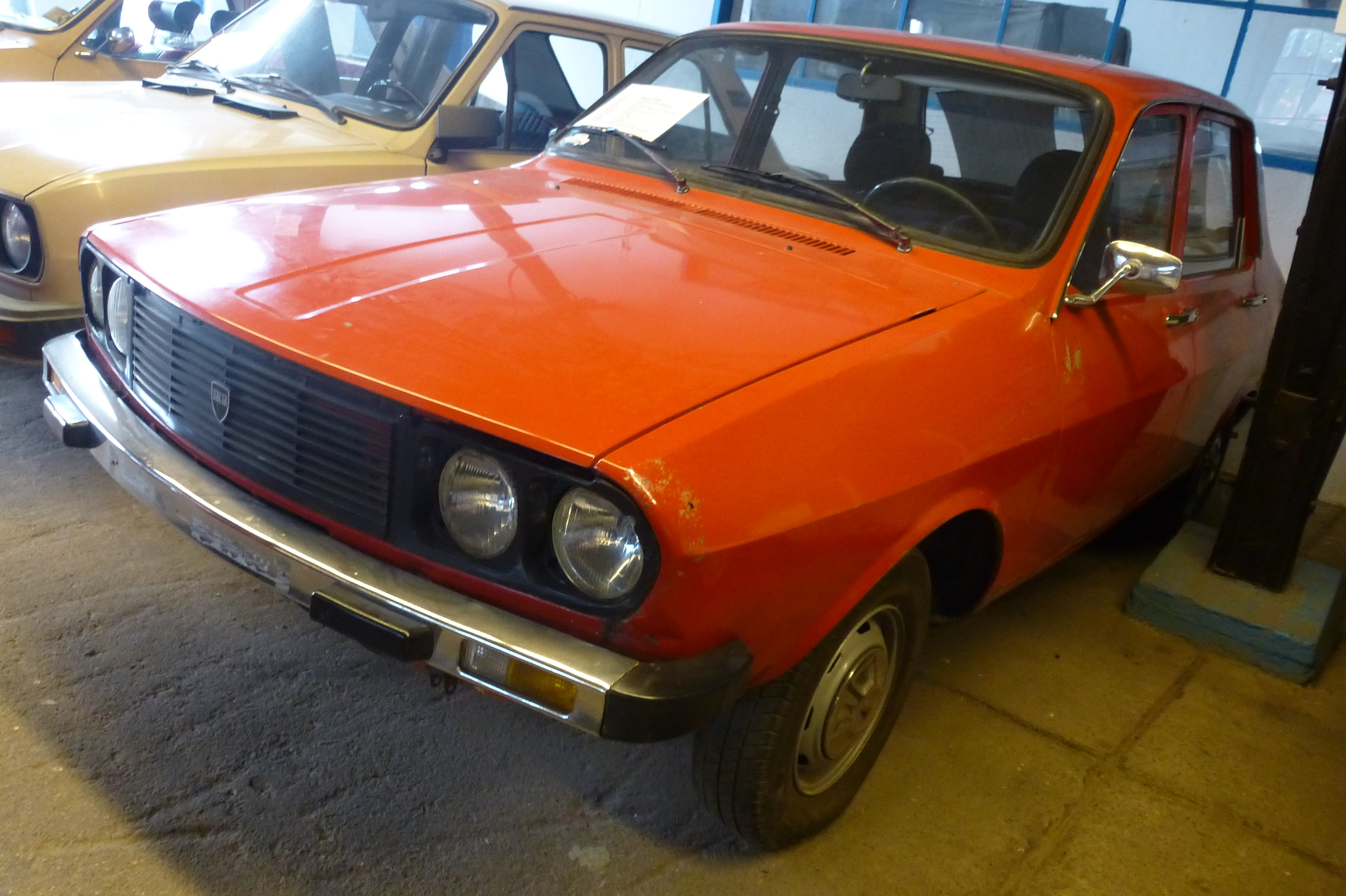
Dacia 1300
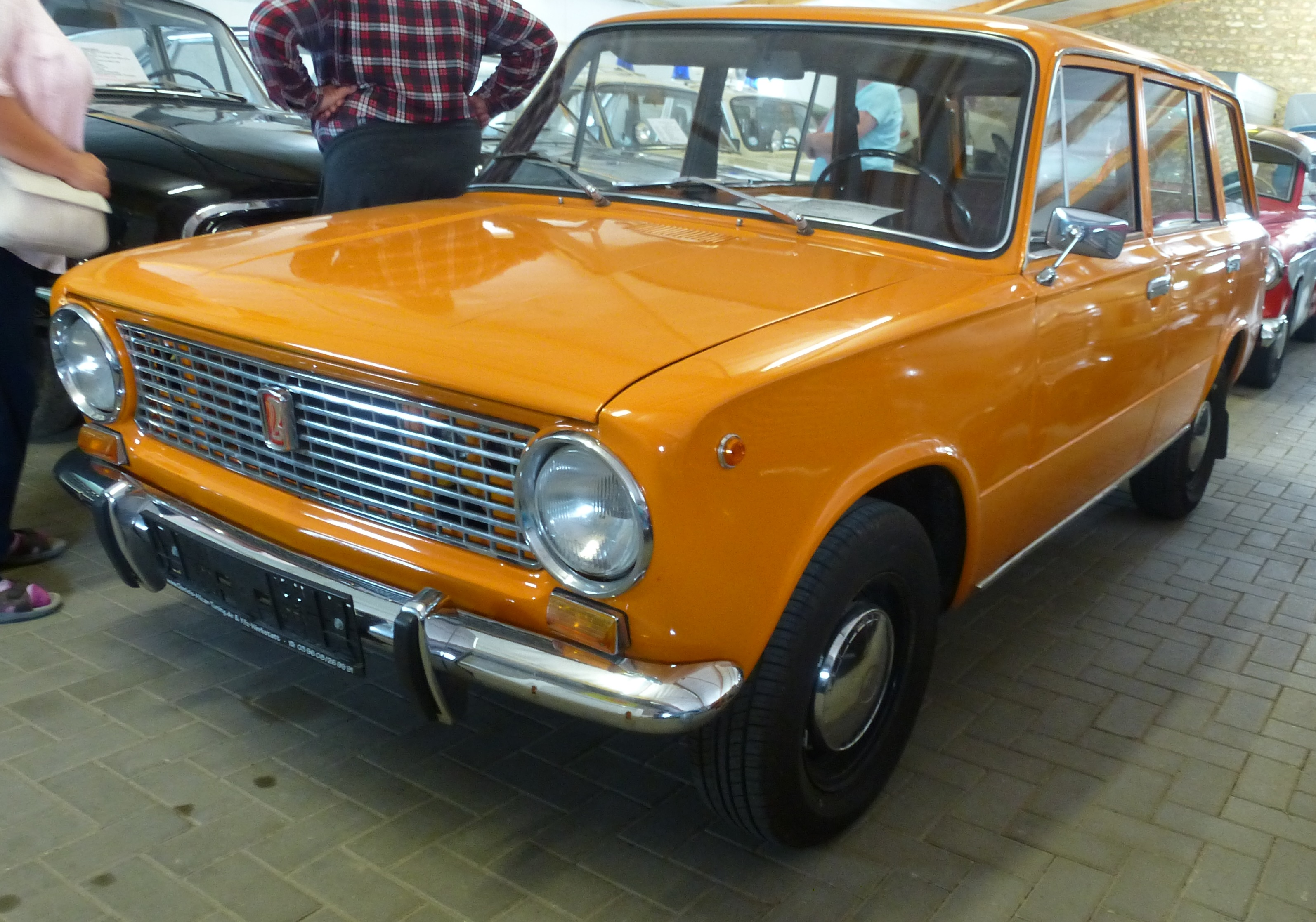
Lada 2102
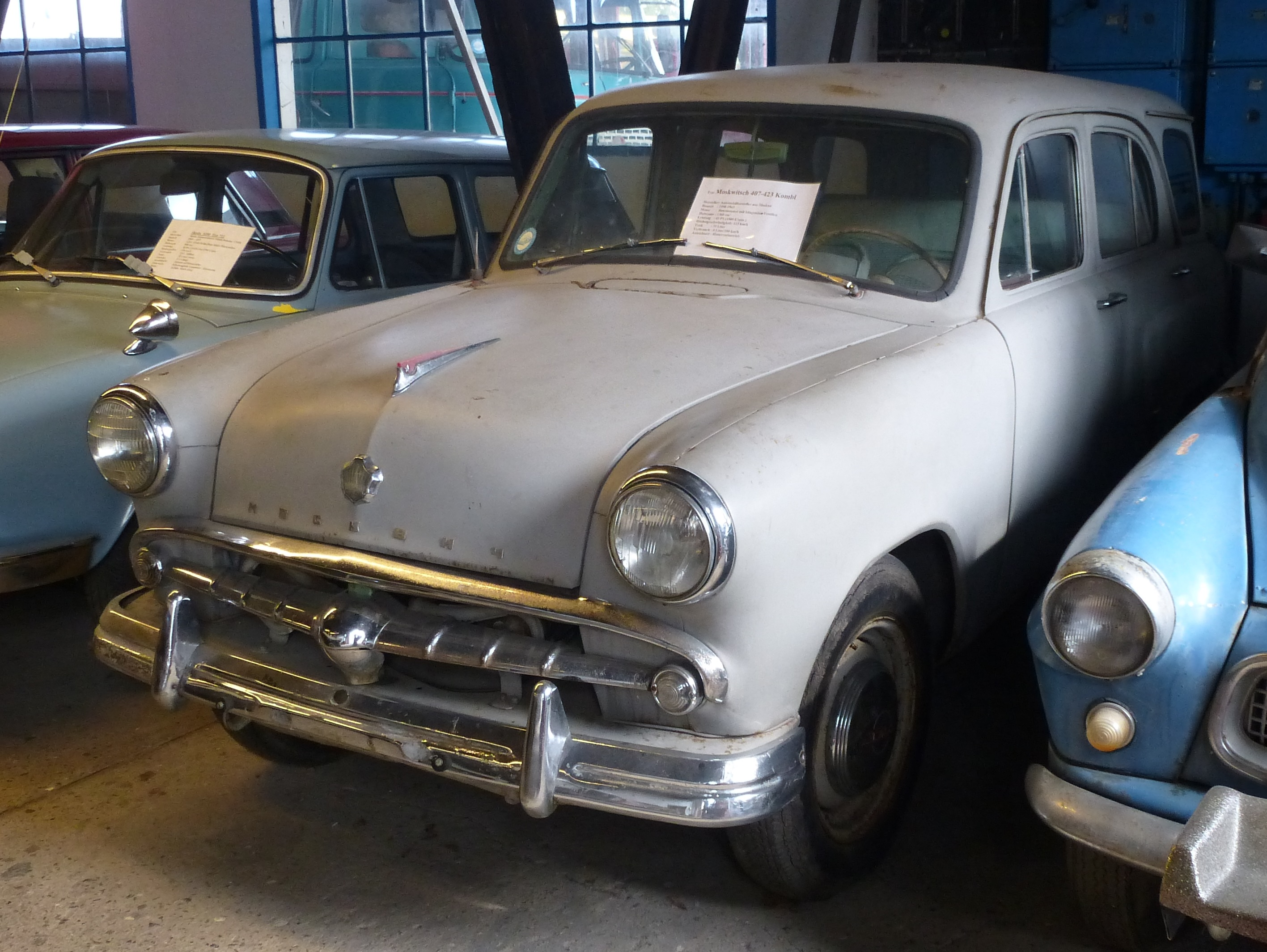
Moskwitsch-423
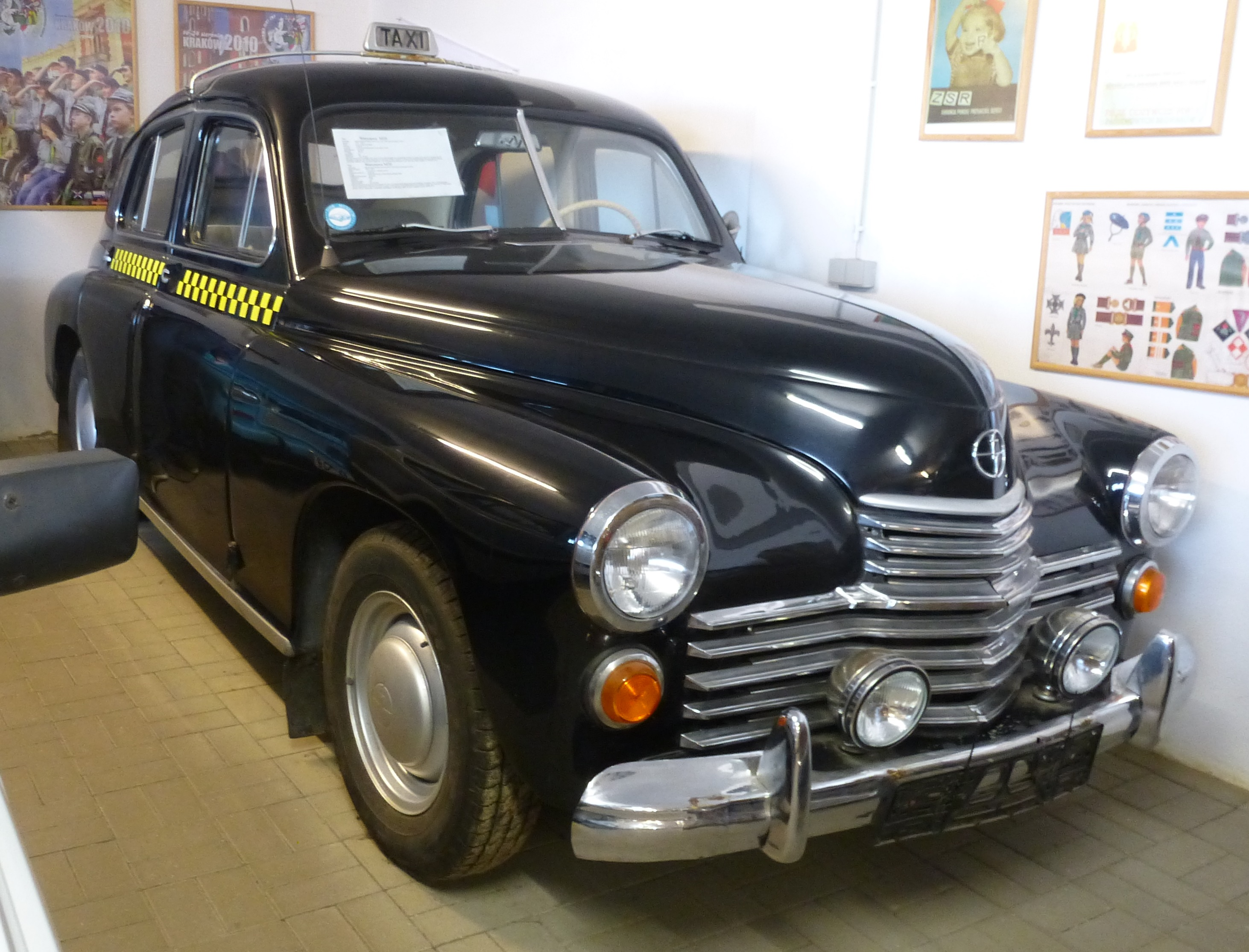
FSO Warszawa M 20